# Akasztottak erdeje (regény)
Az Akasztottak erdeje (Pădurea spânzuraților) Liviu Rebreanu 1922-ben megjelent lélektani regénye, amelyet az első világháború ihletett. Az író a művet fivérének, Emil Rebreanunak ajánlotta, akit az Osztrák–Magyar Monarchia tisztjeként 1917-ben a román fronton szökés miatt halálra ítéltek és felakasztottak. Noha a szerző számos elemet felhasznált öccse leveleiből és a gyimespalánkai úton szerzett élményeiből, hasonló sorsuk ellenére a regény főhőse nem Emil Rebreanut ábrázolja, hanem a szerző saját vallomása szerint „saját nemzedéke prototípusa”.
A regény főhőse, Apostol Bologa a háború kitöréséig nem emelkedik ki az átlagemberek közül; eszméiben bizonytalan, befolyásolható fiatalember. Zökkenőmentesen tud beilleszkedni a társadalomba, a háború azonban olyan erkölcsi dilemma elé állítja, amellyel nem tud megbirkózni, és a döntés halogatásával egyre közelebb sodródik a halálhoz.
George Călinescu szerint a regény a kínzó erkölcsi bizonytalanság monográfiája, amely lehetett volna politikai regény is, de lélektani lett belőle; Kormos Gyula a regény háborúellenességét emelte ki, Ion Simuț ezzel szemben [a legnagyobb román] vallásos regénynek nevezte, amely a főhős misztikus válságát írja le.
A regény elnyerte a Romániai Írók Társaságának nagydíját, és a megjelenését követő évtizedben kiadták cseh (1928), angol és olasz (1930), lengyel (1931), francia, holland és német (1932) fordítását; összesen több mint húsz nyelven jelent meg. A műből készült Liviu Ciulei azonos című filmje, amely az 1965-ös cannes-i filmfesztiválon a legjobb rendezés díját nyerte el.

## Keletkezése

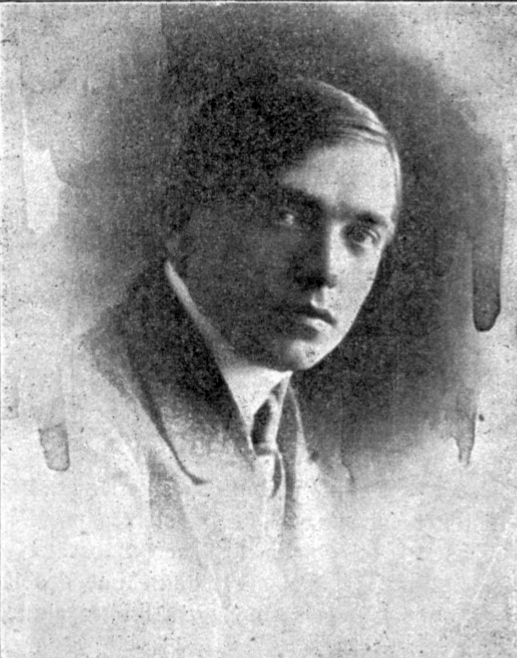
Liviu Rebreanu, a szerző

Rebreanu már második regénye, az Akasztottak erdeje előtt több elbeszélésében foglalkozott a háborúval: Haláltánc (Hora morții, 1915), Egyszerű történet (Fapt divers, 1916), Icig Strul, a szökevény (Ițic Strul, dezertorul), Katasztrófa (Catastrofa, 1916). Hősei általában egyszerű emberek, akiket rajtuk kívül álló okok sodornak a megpróbáltatásokba.
Az író saját bevallása szerint a regény ötletét egy fénykép adta, amelyet 1918-ban egy barátja mutatott neki. A kép egy erdőt ábrázolt az olasz fronton, ahol cseh katonákat akasztottak fel, és a békekonferencián azt hivatott bemutatni, ahogy az Osztrák–Magyar Monarchia a csehekkel bánt. A kép hatására Rebreanu elhatározta, hogy korábbi, A katasztrófa című novellájának hőséről – a monarchia román tisztjéről, aki saját nemzete ellen kénytelen harcolni – regényt ír, melynek címe Az akasztottak erdeje lesz. A regényt 1919 februárjában kezdte el írni, és pár hónapra rá, májusban tudta meg, hogy öccsét, az osztrák hadseregben tüzértisztként szolgáló Emil Rebreanut, akit a család orosz fogságban levőnek hitt, 1917-ben Gyimespalánkán szökési kísérlet miatt felakasztották. Több próbálkozás után 1919 augusztusában abbahagyta a regény írását, és színházi témákkal kezdett foglalkozni. 1920-ban felkereste testvére sírját, elbeszélgetett a helybéliekkel, és újraolvasta Emilnek a frontról küldött leveleit. Az írót furdalta a lelkiismeret, hogy nem segített testvérének Bukarestbe eljutni, és a regényt mintegy vezeklésként fogta fel. Csak azt követően tudta végre befejezni regényét, hogy 1921-ben teljesítette az elhunyt végakaratát a temetés helyét illetően. Az első teljes változat 1921. december 15. és 1922. június 27. között készült, a második 1922. július 5. és november 17. között.
Noha a szerző számos elemet felhasznált öccse leveleiből és a gyimespalánkai úton szerzett élményeiből, hasonló sorsuk ellenére a regény főhőse nem Emil Rebreanut ábrázolja. „Apostol Bologában nincs semmi a fivéremből. Legfeljebb néhány külső vonás és talán egy-egy egzaltált pillanat. […] Apostol alakjában szintézisbe akartam foglalni saját nemzedékem prototípusát: Apostol Bologa tétovázásai mindnyájunk tétovázásai; a mieink ezek éppúgy, mint ahogy a mieink gyötrődései is… Csak ilyen ember lehetett központi alakja egy olyan regénynek, amelyben a kötelesség és az érzelem harca szüntelenül azzal a veszéllyel fenyegetett, hogy hazafiaskodó üres frázisossággá torzul.” – írta a szerző 1940-ben közreadott visszaemlékezésében.

## Szerkezete
A kezdő és zárójelenetek azonossága szimmetrikussá teszi a négy könyvből álló regény szerkezetét. Mindegyik rész egy-egy szakaszt jellemez a főhős lelki fejlődéséből, illetve az utolsó kivételével mindegyikben kiemelkedik egy-egy mellékszereplő, aki előmozdítja vagy más irányba téríti ezt a fejlődést:
- katonai kötelesség (Klapka),
- a határon túli nemzet szeretete (Bologa édesanyja),
- minden ember iránti szeretet (Ilona),
- halálszeretet.[4]

A regény első változata tartalmazott egy utolsó fejezetet is, amelyben Ilona felkeresi szerelmesének sírját, ez azonban kimaradt a végleges műből, mert a szerző szerint ennek líraisága megtörte volna a mű szándékos szikárságát.

## Tartalma
Apostol Bologa, a vallásos nevelésben részesült, ám utóbb hitét elvető román diák az első világháború kitörésekor önként jelentkezik a hadseregbe, hogy imponáljon menyasszonyának, Marta Domșának. A katonaságot komolyan veszi, kitüntetést is szerez, és a hadbíróság tagjaként kötelességtudóan megszavazza a szökni próbáló Svoboda hadnagy halálos ítéletét. Az akasztás végignézése, majd az új felettesével, Klapka századossal folytatott beszélgetések megingatják addigi világnézetében. Lelki válságát csak fokozza az a hír, hogy egységüket a román frontra fogják vezényelni, ahol saját nemzettársai ellen kellene harcolnia. Hogy ezt elkerülje, hőstettet visz véghez, és azt reméli, hogy ennek fejében Karg tábornok teljesíti áthelyezési kérelmét. Mikor ez a terve meghiúsul, szökésre határozza el magát, de közben súlyosan megsebesül, és hónapokat tölt a kórházban. Szerelmes lesz a helybéli magyar sírásó lányába, és el is jegyzik egymást. A fronton egyre gyakoribbak a szökések, és ennek következtében az akasztások. Amikor Bologát ismét beosztják a hadbíróságra, hogy a kémnek kikiáltott parasztok felett ítélkezzen, megpróbál megszökni. Varga főhadnagy elfogja, hadbíróság elé kerül, halálra ítélik, és felakasztják.

## Szereplői
A regény főhőse, Apostol Bologa a háború kitöréséig nem emelkedik ki az átlagemberek közül; eszméiben bizonytalan, befolyásolható fiatalember. Zökkenőmentesen tud beilleszkedni a társadalomba, nyoma sincs benne a memorandum-perben elítélt apja harcos keménységének. Filozófiája is az átlagemberé: „Az életben a valósághoz kell igazodnunk, nem a kívánságokhoz!” A háború azonban olyan erkölcsi dilemma elé állítja, amellyel nem tud megbirkózni, és a döntés halogatásával egyre közelebb sodródik a halálhoz. Az első részben még teljes mértékben azonosul katonai kötelességével, lelkifurdalás nélkül szavaz Svoboda halálos ítéletére, a második részben azonban, amikor választania kell az állammal szemben vállalt kötelessége és saját nemzete között, válságba kerül. Megnyugvást csupán elfogatása, azaz a döntés kényszerétől való megszabadulás jelent számára.
A háború valamilyen formában Bologa mindegyik tiszttársának lelki gyötrelmet okoz. A cseh Klapka százados fontos szerepet játszik Bologa lelki átalakulásában. A családja érdekében társait eláruló tiszt számára a háború az energia elpusztítója. Ő az, aki kételyeket ébreszt az addig csak a kötelességet látó Bologában, ő az, aki a halál bűvöletéről beszél neki, és őt látja a főhős utolsóként halála előtt. A rutén Cservenko vallásos hite ellenére vesz részt a harcokban, igaz, hogy fegyver helyett csak egy szál pálcával indul rohamra; a zsidó Gross szélső baloldali meggyőződésének megfelelően a háborút a felső osztály ügyének tartja, amelyben az elnyomottak csak az áldozat szerepét játsszák. Még a huszárfőhadnagy Varga is, aki az első részben teljesen azonosul hivatásával, és elsőnek veszi észre a Bologában lezajló változást, szinte „bocsánatkérő szánakozással” kezeli az általa elfogott szökevényt.
A regény magyar szereplői közül Vidor Pál, a sírásó, Bologa házigazdája, illetve lánya, Ilona, jóérzésű, egyszerű emberek. Vallasek Júlia meglátása szerint ugyanazt a szerepkört töltik be, mint Jókai, Kós Károly, Bánffy Miklós, Kemény János, Wass Albert regényeiben a román parasztfigurák: „Azt a nagyon is leegyszerűsítő gondolatot illusztrálják, hogy az egyszerű emberek és a mindennapok szintjén nincs semmilyen ellenségeskedés a két nép között, a viszály okozói mindig a hatalmi pozícióban levők vagy az arra áhítozók.”

## Stíluseszközei
A főhős ábrázolása során a szerző a disszociáció eszközét használva gyakran váltogatja az érzéseket kísérő jelenségek (éhség, szomjúság, hidegrázás) naturalista, a fizikai részleteket hangsúlyozó leírását a szereplők gondolatainak és tudatalatti rezdüléseinek leírásával. Ugyanazt a víziót több nézőpontból is bemutatja - az első jelenet akasztófáját először külső leírásként, majd Klapka szemszögéből, végül pedig a főhős, Apostol Bologa érzésein keresztül. Bologa komplex egyéniségének összetevőit három egysíkú mellékszereplő, Klapka, Gross és Cservenko alakján keresztül bontja ki. Szintén a főhős ábrázolását szolgálja a belső monológok sokasága, amelyek a tudatosság szintjétől függően folyamatos szövegekként vagy szaggatott mondattöredékekként jelennek meg a műben.
Visszatérő motívumként jelenik meg a fény és a sötétség ellentétpárja, amelyek Bologa lelkiállapotának változásait kísérik: „Micsoda sötétség […], Uramisten, micsoda sötétség ereszkedett le a földre” - suttogja az első jelenet (Svoboda felakasztása) végén; a fényszóró megsemmisítésekor gyermekként rácsodálkozik a fényre és „csodálkozott, miként tudott ilyen hitványságot elköveti, de ugyanakkor örvendett is, hogy megtette.” A fény legalább hatféle kontextusban jelenik meg a műben: remény, reménytelenség, szeretet, hit, emberi értelem, halál. Nagy Imola Karola ebben a vonatkozásban párhuzamba állítja a regényt Kuncz Aladár Fekete kolostor-ával, ahol a fény az élet, a hit, a háború előtti világ szimbóluma.
A regényben számos jelző („sötét mező”, „komor puszta”), hasonlat („óriási párás üvegburához hasonlító szürke őszi égbolt”) és metafora (a sírgödör „megsebzett föld”) teremti meg a tragikus végkifejletet előrejelző hangulatot.

## Értelmezései
George Călinescu szerint a regény a kínzó erkölcsi bizonytalanság monográfiája, amely lehetett volna politikai regény is, de lélektani lett belőle; szintén a mű lélektani jellegét hangsúlyozták Șerban Cioculescu és Tudor Vianu. Kormos Gyula a regény háborúellenességét emelte ki, Ion Simuț ezzel szemben [a legnagyobb román] vallásos regénynek nevezte, amely a főhős misztikus válságát írja le, és szintén a könyv metafizikai jellegét emelte ki Scarlat Struțeanu a Flacăra című folyóiratban a regény megjelenése után. Dávid Gyula a mű társadalmi vonatkozásaira helyezte a hangsúlyt: „A soknemzetiségű birodalom népeket egymás ellen kijátszó politikájának abszurditását Rebreanu kisemberek élettragédiáin át érzékelteti a maga teljes nagyságában.”

## Fogadtatása és utóélete
A kortárs kritika általában kedvezően, néhány esetben fenntartásokkal fogadta a regényt, amelyet megjelenése évében a Romániai Írók Társaságának nagydíjával tüntettek ki, és rövid időn belül, 1922–1928 között öt kiadást ért meg. Az 1928-ban megjelent Eugen Lovinescu-féle román irodalomtörténet szerint az Akasztottak erdeje a legjobb román lélektani regény; a kortárs Kántor Lajos pedig Erdélyi Múzeum-Egyesületben tartott, a világháborús román irodalmat áttekintő felolvasásában az egyik legjobb román regénynek nevezte. Ezzel szemben egy 1934-es ankétban a megkérdezett tizenhárom irodalomkritikus többnyire a második helyre tette a művet Liviu Rebreanu munkásságában a Ion című regény mögött. Az író 1944-ben bekövetkezett haláláig a regény tizenkét román nyelvű kiadást ért meg. További román nyelvű kiadások: 1956, 1963, 1964, 1966, 1969, 1972, 1974, 1976, 1978, 1983, 1984, 1985, 1989, 1992, 1993, 1994, 1996, 1997, 1998, 2004, 2005, 2010, 2011. A mű Romániában a X. osztályos tananyagban szerepel, 2002-ben a román nyelv és irodalom érettségi egyik írásbeli feladata volt.
A megjelenését következő évtizedben kiadták cseh (1928), angol és olasz (1930), lengyel (1931), francia, holland és német (1932) fordítását; összesen több, mint húsz nyelven jelent meg. Az első magyar fordítást Somogyi Imre nagyváradi ügyvéd készítette 1938-ban, utána Bözödi György fordításában jelent meg 1957-ben, 1962-ben és 1970-ben.
A műből készült Liviu Ciulei azonos című filmje, amely az 1965-ös cannes-i filmfesztiválon a legjobb rendezés díját nyerte el. A főszerepet Victor Rebengiuc játszotta, maga a rendező Klapka százados szerepében lépett fel.
Carmen Basacopol operát írt a regény alapján Apostol Bologa címmel .

## Kiadásai
A kiadások nagy száma miatt a lista csak az egyes nyelveken történő első megjelenést tartalmazza. Ahol nincs külön forrásmegjelölés, az adatok a worldcat.org adatbázisból származnak
- (románul) Pădurea spânzuraților. București: Cartea Românească. 1922
- (csehül) Les oběšených. Praha: Šolc a Šimáček. 1928. Ford. Marie Kojecko-Korickova
- (angolul) Forest of the hanged. London: Allen et Co. 1930. Ford. Alice V. Wise[20]
- (olaszul) La foresta degli impiccati. Perugia: La Nuova Italia. Ford. Enzo Loretti
- (lengyelül) Las wisielców. Kraków: Wydawnictwa Literacko-Naukowego. 1931
- (franciául) La forêt des pendus. Paris: Perrin. 1932. Ford. B. Madeleine, Léon Thévenin, André Bellesort
- (németül) Der Wald der Gehenkten. Cernăuți: Der Tag, 1932. Ford. Ernst Carabăț[20]
- (hollandul) Het wout gehangen. Rotterdam. 1932. Ford. Jules Verbegke[25]
- (lengyelül) Las wisielco. Kraków. 1934. Ford. Stanislav Lukasik[25]
- (magyarul) Akasztottak erdeje. 1938. Ford. Somogyi Imre[20]
- (törökül) Asilmişlar ormani. İstanbul: İnsel Kitabevi. 1942. Ford. Ziya Yamaç[26]
- (spanyolul) El bosque de los ahorcados. Madrid: Stylos. 1944. Ford. Maria Teresa Quiroga Plá, Luis Landinez[20]
- (svédül) De hängdas skog. Stockholm: Bonnier. 1944. Ford. Ingeborg Essen[25]
- (portugálul) A floresta dos enforcados. Lisboa: Gleba, 1945. Ford. Celestino Gomes, Victor Buescu
- (finnül) Hirtettyjen metsä. Helsinki: Suomen kirja, 1946. Ford. Lauri Ikonen[20]
- (oroszul) Lesz povesennih. Kisinyov. 1960. Ford. Olga Krusevan, V. Szigonyezs
- (görögül) To dászosz ton kremazménon. Athén: Kédrosz. 1961. Ford. Kozmász Polítisz, María Dimitriádi-Papaioánu
- (bolgárul) Гората на обесените. Szófia: Народна Култура. 1962. Ford. Гергана Стратиева
- (szlovákul) Les obesencov. Bratislava: Slov. vydav. krásnej lit. 1965. Ford. Peter Doval
- (arabul) Gábat al-mauta. Kairó. 1967. Ford. Fauzi Sáhín[20]
- (szlovénül) Gozd obešencev. Ljubljana: Mladinska knjiga, 1976. Ford. Katja Špur
- (japánul) Sokei no mori. Tokió: Kóbunsa. 1997. Ford. Haruja Szumija[27]